# Mazariegos (Castille-et-León)
Pour les articles homonymes, voir Mazariegos.
Mazariegos est une commune d'Espagne de la province de Palencia dans la communauté autonome de Castille-et-León.